# Bučinovići
Bučinovići (cyr. Бучиновићи) – wieś w Bośni i Hercegowinie, w Republice Serbskiej, w gminie Srebrenica. W 2013 roku liczyła 215 mieszkańców.